# Corethrella peruviana
Corethrella peruviana är en tvåvingeart som beskrevs av John Lane 1939. Corethrella peruviana ingår i släktet Corethrella och familjen Corethrellidae. Inga underarter finns listade i Catalogue of Life.